# 독력주의

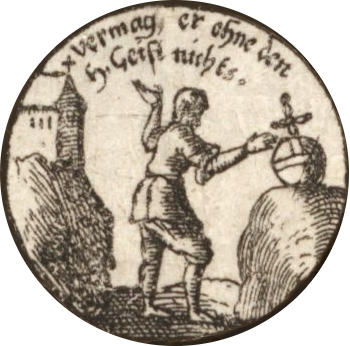
아우크스부르크 고백서 제18조에 있는 "자유 의지"의 삽화: "사람은 의로운 일을 행할 자유가 있지만, 성령 없이는 하나님의 의, 즉 영적인 의를 행할 힘이 없다."

독력주의(獨力主義, monergism)는 개인의 구원이 성령을 통한 하나님의 역사에 오롯이 달려있다는 사상이다. 흔히 장로교, 성공회 등 개혁 교회의 불가항력적 은혜의 교리와 밀접한 관련이 있다. 또한 칼뱅주의와 아르미니우스주의 사이의 대표적인 교리적 차이가 여기서 온다. 칼뱅주의는 독력주의를 주장하는 반면, 아르미니우스주의는 개인의 노력과 하나님의 역사가 협력하여 구원을 이룬다는 협력주의를 주장한다.

## 같이 보기
- 불가항력적 은혜